# Cry
Cry je pesma sa albuma Majkla Džeksona, Invincible, izdata kao singl 2001. godine. Pesmu je napisao R. Keli koji je i prateći vokal. Pesma je drugi singl sa albuma ali je izdata samo u Evropi, Kanadi i Australiji. Zauzela je 25. mesto na listi britanskih singlova. Spot pesme prikazuje ljude kako se drže za ruke simbolizujući jedinstvo. 

## Lista pesama na singlu
- "" (R. Keli) 5:00
- "" (M. Džekson, T. Rajli, Forbes, Hoskins, Lempson, Hemilton) 4:17
- "" (Džekson) 5:49